# Bombardeig de Lleida (març de 1938)
El bombardeig de Lleida del 27 de març de 1938 va ser un atac aeri sagnant i indiscriminat ocorregut durant la Guerra Civil espanyola a la capital del Segrià perpetrat per la Legió Còndor.

## Context
Quan es va trencar el front d'Aragó va començar a arribar a Lleida població refugiada procedent de terres aragoneses que fugien dels nacionals. El dia 25 de març, divendres, la presó va obrir les portes i foren alliberats els presos, l'Institut d'Ensenyament Secundari les va tancar, i aquest mateix dia es van fer les últimes inscripcions en català al registre civil.

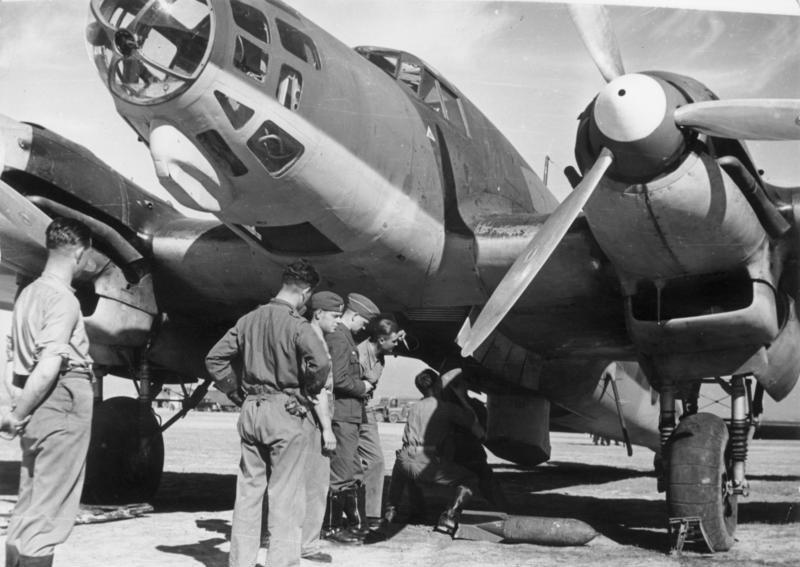
Avió de la Legió Còndor

El dia 27 de març del 1938 els nacionals van bombardejar Fraga molt durament, i a Lleida les sirenes d'alarma van començar a udolar des de primera hora del matí malgrat que l'aviació encara no la bombardejava. La Legió Còndor va atacar repetides vegades la circulació de camions entre Fraga i Lleida i alguns pobles del Baix Segre. Les bombes queien sobre les columnes de gent que es dirigien a la ciutat, una corrua formada per soldats en retirada entremesclats amb pràcticament tota la població civil dels pobles de la carretera que uneix Fraga amb Lleida. A les tres de la tarda sortia de la ciutat un tren direcció Tarragona. En aquest tren, a més de població civil, també hi anaven soldats ferits del front d'Aragó, atès que, materialment, no cabien a l'Hospital de Lleida.

## El bombardeig
Finalment, a les cinc de la tarda, quatre esquadrilles d'avions He-51 (dotze aparells en total) de la Legió Còndor, procedents de Sarinyena, van bombardejar tota l'àrea urbana de Lleida, en tres passades consecutives. Mentre una esquadrilla (tres avions) bombardejava, una altra anava a Sarinyena a carregar bombes, la tercera n'estava carregant, i la quarta es dirigia a Lleida per a buidar les carregades. Aquesta operació va realitzar-la tres cops cada esquadrilla.
Cada un dels dotze avions va passar tres vegades per Lleida, i foren trenta-sis les càrregues de bombes que hi van buidar. Fou un bombardeig de molt més gran duresa que el 2 de novembre de 1937, atès que aleshores els avions Savoia només van llençar nou càrregues.

## Conseqüències
La nit del 27 de març, Lleida pràcticament va quedar deshabitada: quasi tothom en va fugir. L'Hospital Intercomarcal, situat al nord-oest dels afores de la ciutat, continuava ple a vessar de malalts, bàsicament soldats greument ferits. Des del vespre d'aquell dia 27, al seu si es lliurava un enfrontament entre el director, Dr. Francesc Serra Salses, i el personal mèdic i sanitari. El director volia lliurar l'hospital als nacionals, (malalts inclosos) quan entressin a Lleida, mentre que tota la resta de treballadors volien obeir les ordres que havien rebut del Comissari de la Generalitat i evacuar-lo de manera immediata l'endemà dia 28 de març. El director es va imposar i l'Hospital no es va evacuar.
De víctimes n'hi va haver per tot el nucli urbà, atès que tot Lleida va ser bombardejada. Tanmateix, del registre del cementiri foren sostrets els volums corresponents a 1938, 1939 i fins l'11 de març de 1940.
Es fa difícil dir el nombre exacte de cases destruïdes, són pocs, proporcionalment els edificis que s'han pogut documentar fotogràficament, atès que la immediata postguerra va prohibir fotografiar-los. La major part de les fotografies de què es disposa es van fer amb posterioritat al 1945.

## Els altres bombardeigs
Fins al dia tres d'abril, en què l'exèrcit va restar aturat a les portes de Lleida, sense conquerir-la, la Legió Còndor va anar bombardejant i destruint encara més la ciutat i la rodalia, amb la col·laboració de l'aviació de l'incipient Ejército del Aire, pilotat per militars de l'exèrcit dels nacionals que assajaven nous sistemes de bombardeig, com la «cadena» i «la roda».